# 瑪莉·安德森

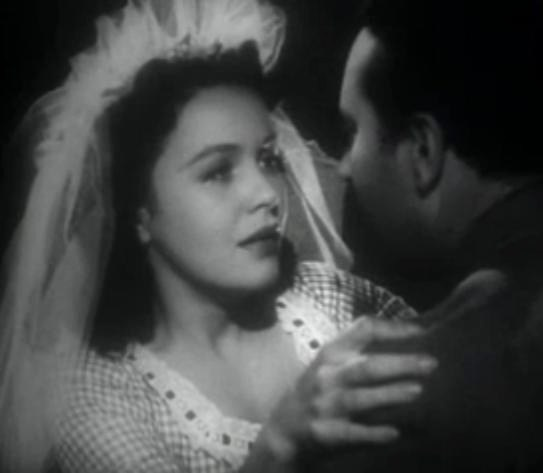
1941年的瑪莉·安德森

瑪莉·安德森（英語：Mary Anderson，1918年4月3日—2014年4月6日），是一名美国演员，在1939年出道后，至1965年，她一共出演过31部电影和22部电视剧作品，她在1939年《乱世佳人》中扮演角色。
2014年4月6日，她因自然原因去世，享年96岁。